# Skeleton Man
Pour plus de détails, voir Fiche technique et Distribution.
Skeleton Man (En VO Skeletonman) est un téléfilm d'horreur réalisé par Johnny Martin et diffusé le 1er mars 2004 sur Sci Fi Channel.

## Synopsis
Un cavalier squeletique est dans une randonnée mortelle. Pour l'arrêter, un commando de soldats surentraînés mené par un homme qui connaît bien la créature surnaturelle ...

## Fiche technique
- Tire original : Skeletonman
- Titre français : Skeleton Man
- Réalisateur : Johnny Martin
- Scénario : Frederick Bailey
- Musique : Chris White
- Directeur de la photographie : Richard Briglia
- Montage : Michelle Gisser
- Distribution : Valerie McCaffery
- Décors : Yuda Acco, Dutch Merrick et Steven J. Weller
- Costumes : Erica Engelhardt
- Effets spéciaux de maquillage : Michael Mosher, Rocky Faulkner, Francie Paull et Kimberly Ulmer
- Effets spéciaux : Josh Hakian
- Effets visuels : Ian Kennedy
- Producteurs : Johnny Martin, David E. Ornston et Richard Salvatore
- Producteurs exécutifs : Boaz Davidson, Danny Dimbort, Avi Lerner et Trevor Short
- Compagnies de production : Martini Films, Millennium Films et Two Sticks Productions
- Distribution : Millennium Films
- Durée : 96 minutes
- Pays :  États-Unis -  Bulgarie
- Langue : Anglais
- Image : Couleurs
- Ratio écran : 1.78:1
- Genre : Horreur

## Distribution
- Casper Van Dien : Sergent Oberron
- Michael Rooker : Capitaine Leary
- Jackie Debatin : Sergent Cordero
- Eric Etebari : Lieutenant York
- Timothy V. Murphy : Sergent Terry
- Lisa Oliva : Sergent Smith
- David E. Ornston : Ross
- Paul Sampson : Nathan
- Sarah Ann Schultz : Lieutenant Scott
- Nils Allen Stewart : Sergent Rodriguez
- Noa Tishby : Sergent Davis
- Joey Travolta : Shériff